# Sergueï Iastrjembski
 (janvier 2015).
Sergueï Vladimirovitch Iastrjembski ou Yastrjembski (son nom d'origine polonaise est orthographié Jastrzębski dans cette langue), en russe Сергей Владимирович Ястржембский, est un homme politique et diplomate russe, né le 4 décembre 1953  à Moscou. Il connaît bien la culture française et s'exprime parfaitement en français.
Il a le grade civil de conseiller d'État effectif de la fédération de Russie de 1re classe.

## Biographie
- 1976 : il achève ses études à l'Institut d'État des relations internationales de Moscou (MGIMO).
- 1979 : docteur en histoire.
- 1979-1981 : assistant à l'Académie des Sciences sociales, devenue l'Académie russe de la Fonction publique (RAGS).
- 1981-1989 : rédacteur et secrétaire de rédaction de la revue tchécoslovaque Problèmes du monde et du socialisme à Prague.
- 1989-1990 : fonctionnaire au département international du Comité central du PCUS, dirigé alors par Valentin Faline.
- 1990-1992 : rédacteur en chef adjoint du magazine Megapolis, rédacteur en chef du journal VIP, directeur général adjoint de la Fondation de recherches socio-politiques.
- 1992-1996 : directeur du département des informations et du service de presse au ministère des Affaires étrangères de la fédération de Russie, ambassadeur extraordinaire en Slovaquie.
- 1996-1997 : secrétaire du service de presse du président Boris Eltsine.
- 1997-1998 : chef-adjoint de l'administration du président de la fédération de Russie et secrétaire au service de presse de la présidence.
- 1998 : à partir de novembre, vice-premier ministre du gouvernement de la région de Moscou, chargé des Affaires étrangères. Soutien de Iouri Loujkov et d'Evgueni Primakov pour les législatives de décembre 1999.
- à partir de janvier 2000 : conseiller du président Vladimir Poutine, chargé en particulier des relations avec la presse à partir de 2001. Il joue un rôle important au moment de la Guerre de Tchétchénie, en ce qui concerne les informations.
- à partir de mars 2004 : conseiller du président et représentant spécial de Vladimir Poutine après de l'Union européenne.
- 14 mai 2008 démissionne volontairement de ses fonctions sous la présidence de Dmitri Medvedev qui le considère proche de Poutine.

Il a été l'envoyé du président au Caucase.
À Bruxelles, il a déclaré que la reconnaissance de l'indépendance du Kosovo ouvrirait la boîte de Pandore.

## Vie privée
Il parle couramment le français, l'italien, le slovaque et parle aussi portugais.
Il fut président de la fédération de gymnastique artistique de Russie, jusqu'en décembre 2008.
Il est chevalier de la Légion d'honneur (2007).
Il est père de deux enfants, dont Vladimir Iastrjembski, copropriétaire et DJ au sein de la boîte de nuit London à Moscou, lequel fut également consul de Russie à Brno en République tchèque et fait partie des diplomates expulsés à la suite des révélations sur l'explosion d'un entrepôt de munition en 2014.

## Œuvres
Il s'est reconverti dans la photo et dans le cinéma : il est notamment l'auteur de plusieurs films sur des peuples africains et autres peuples premiers, notamment Enfants de la Savane en 2009 et Africa, le Sang et la Beauté (Damned distribution / Arcadès distribution) en 2013.
Sa filmographie atteint en 2014 plus de cinquante réalisations.